# Apostol Karamitev
Apostol Milev Karamitev (en bulgare : Апостол Милев Карамитев) (né le 17 octobre 1923 à Bourgas et mort le 9 novembre 1973  à Sofia) est un acteur bulgare.

## Biographie
Karamitev est diplômé de l'Académie nationale de théâtre et de cinéma en 1951 après avoir suivi les cours de Stefan Surchadjiev et Boyan Danovski. Il épouse l'actrice Margarita Douparinova. Ensemble ils ont un fils Momtchil Karamitev et une fille Margarita Karamiteva.
Le théâtre de Dimitrovgrad porte son nom.

## Filmographie partielle
- 1951 : Utro nad Rodinata d'Anton Marinovich et Stefan Surchadzhiev
- 1952 : Pod igoto de Dako Dakovski
- 1952 : Nasha zemya d'Anton Marinovich et Stefan Surchadzhiev
- 1954 : Pesen za choveka de Borislav Sharaliev
- 1955 : Hommes en guerre de Sergueï Vassiliev
- 1958 : Haydushka kletva de Petar B. Vasilev
- 1969 : Edin snimachen den de Borislav Sharaliev
- 1975 : Svatbite na Yoan Asen de Vili Tzankov